# سيمون والاس
سيمون والاس (بالإنجليزية: Simon Wallace)‏ هو ملحن وعازف بيانو بريطاني، ولد في 1957.

## وصلات خارجية
- سيمون والاس على موقع IMDb (الإنجليزية)
- سيمون والاس على موقع ميوزك برينز (الإنجليزية)
- سيمون والاس على موقع ديسكوغز (الإنجليزية)